# Ликский договор
Ликский догово́р (договор на реке Элк) — соглашение между Витовтом и Тевтонским орденом, заключённое на реке Лика (ныне река Элк в Польше) 19 января 1390 года во время гражданской войны в Великом княжестве Литовском 1389—1392 годов. Тевтонский орден представляли Марквард фон Зальцбах, комтур Арнольд фон Бурглен и Томас, сын литовского князя Сурвилы.

## Условия и заключение
Договор был подписан во время гражданской войны в Великом княжестве Литовском 1389—1392 годов между великим князем литовским Ягайло и другим претендентом на великокняжеский стол Витовтом. Для того, чтобы обеспечить поддержку со стороны крестоносцев, Витовт подписал договор, согласно которому уступал Ордену Жемайтию по реке Невежис и Ковенскую область.
В начале 1390 года князь гродненский, брестский и луцкий Витовт, неудавлетворённый своим положением в Великом княжестве Литовском, поднял восстание против великого князя литовского Скиргайло. В связи с отсутствием Скиргайло в Вильне Витовт с небольшим отрядом предпринял подчинить себе столицу Великого княжества Литовского.
Вернувшись в Гродно после неудачной попытки подчинить себе Вильно, Витовт незамедлительно отправил к великому магистру Ордена Конраду Цоллнеру посольство в составе князей  Ивана Гольшанского и Андрея Полоцкого, снабдив их верительными письмами. Послы передали магистру скреплённые печатями письма Витовта, в которых он обещал признать и выполнить все ранее возложенные на себя обязательства в отношении Ордена. Взамен Витовт просил у магистра помощи в войне против Скиргайло.
Ответное посольство в составе Маркварда фон Зальцбаха, рыцаря Ордена, Арнольда фон Бурглена, комтура Бальги, и состоявшего на орденской службе литовского нобиля Томаса Сурвилле через переводчика по имени Коммот Цоллнер сообщило Витовту о согласии магистра на проведение переговоров. Местом съезда был назначен берег реки Элк, которая в средневековых источниках выступает под названием Ликка.
Встреча князя Витовта, возможно, с самим великим магистром Конрадом Цоллнером, либо с кем-то из его представителей, состоялась в среду 19 января 1390 года. За столом переговоров от имени Витовта было написано два актовых письма за подписью самого князя и в присутствии Ивана Ольгимунтовича Гольшанского.
В первом из них Витовт обещал хранить верность магистру и крестоносцам, придерживаясь всех данных ранее Тевтонскому ордену обещаний. Во втором письме Витовт брал на себя обязательства вернуть крестоносцам по первому требованию все свои долги как деньгами, так и провиантом.
Таким образом, он подтвердил во многом аналогичный Кёнигсбергский договор 1384 года, заключённый во время предыдущей гражданской войны. Уже однажды преданные Витовтом крестоносцы на этот раз потребовали заложников. В качестве заложников тевтонские рыцари потребовали братьев Витовта Жигимонта и Товтивила, жену Анну, дочь Софью, сестру Рингайлу, шурина Ивана Гольшанского и некоторых других дворян.
После подписания договора Витовт с женой, своим братом Сигизмундом, сестрой Рингайлой, племянником Конрадом с супругой и челядью, имея кроме этого 100 знатных людей, приехал в Пруссию, где все они были размещены в различных замках Тевтонского ордена. Сам Витовт с женой Анной и челядью первоначально расположился при дворе великого магистра Конрада Цоллнера в Мариенбурге, а в конце года — в замке Бартенштайн.

## Текст договора
Первое актовое письмо имело следующее содержание:
«Мы, Витовт, Божьей милостью князь луцкий и гродненский, перед всеми означаем предоставленным письмом, что всегда целиком и полностью желаем придерживаться всех наших писем и обещаний, данных достопочтенному владетелю духовному, господину Конраду Цолнеру фон Роттенштайну, великому магистру Тевтонского Ордена, и [самому] Ордену тогда, когда были мы лишены нашими двоюродными братьями отцовского наследства, и когда, прибыв к нему, отдались в руки Божьи и достопочтенного Конрада Цолнера фон Ротенштайна, а также его Ордена [и пришли] к вере христианской.
Всего, что в эти упомянутые времена мы на себя записали, находясь под рукой благородного магистра, хотим постоянно и нерушимо придерживаться и посему не делать во веки вечные ни по какому поводу ничего против Ордена, как и все те, кто принял нашу сторону.
Для того, чтобы данное [обещание] оставалось незыблемым и нерушимым, мы, Витовт, князь Луцкий и Гродненский, по нашей доброй воле и согласию скрепили [письмо] нашей печатью, что целиком и полностью засвидетельствовано князем Иваном Гольшанским, сыном Ольгимунта, который так же своей печатью [письмо] скрепил.
Дано над Ликкой в год Господень 1390, в среду перед днем Святых мучеников Фабиана и Себастьяна».

## Последствия
Подписав договор, Витовт заручился поддержкой Ордена как материальной, так и военной, что дало ему возможность вести войну против Скиргайло за владение землями в Великом княжестве Литовском.
Ликский договор был подкреплён договором в Кёнигсберге, подписанным в 1390 году между Орденом и представителями от Жемайтии, которые гарантировали свою лояльность Витовту как «жемайтскому королю». Крестоносцы помогли Витовту в борьбе с Ягайлом, однако в 1392 году Витовт и Ягайло примирились и заключили между собой Островский договор. Орден был предан вновь: Витовт сжёг три тевтонских замка, переданных ему крестоносцами, и так и не уступил Жемайтию. Война с Орденом продолжалась до заключения в 1398 году Салинского договора. Спор вокруг Жемайтии не утихал до 1422 года, когда после подписания Мельнского мира крестоносцы навсегда отказались от планов покорения Жемайтии.